# Rangitata (Schiff)
Die Rangitata war ein 1929 in Dienst gestelltes Passagierschiff der britischen Reederei New Zealand Shipping Company. Sie stand mehr als dreißig Jahre für die Reederei zwischen Southampton und Neuseeland im Einsatz und diente während des Zweiten Weltkriegs als Truppentransporter. 1962 wurde das Schiff ausgemustert und im selben Jahr in Split abgewrackt.

## Geschichte
Die Rangitata entstand unter der Baunummer 517 in der Werft von John Brown & Company in Clydebank und lief am 26. März 1929 vom Stapel. Nach ihrer Ablieferung an die New Zealand Shipping Company am 17. Oktober 1929 nahm sie am 22. November 1929 den Liniendienst von Southampton nach Neuseeland über den Panamakanal auf. Sie hatte zwei ebenfalls 1929 fertiggestellte Schwesterschiffe: Die 1962 in Spanien abgewrackte Rangitiki und die 1940 versenkte Rangitane.
Am 17. Juli 1930 rettete die Rangitata die Besatzung und Passagiere des in Brand geratenen Schiffes Targis und blieb bis zu seinem Untergang zwei Tage später vor Ort. 1933 wurde die Rangitata modernisiert und umgebaut, die bisher vorhandene Dritte Klasse an Bord entfiel fortan. Wenige Monate nach Ausbruch des Zweiten Weltkriegs erfolgte im Dezember 1939 die Umrüstung des Schiffes zum Truppentransporter.
Am 26. März 1943 wurde die Rangitata etwa 30 Seemeilen vor Algier von deutschen Flugzeugen angegriffen, blieb aber unbeschädigt. Die restliche Kriegszeit überstand das Schiff ohne größere Vorkommnisse. Auch nach Kriegsende blieb es zunächst als Truppentransporter im Einsatz. Am 11. Mai 1948 wurde es durch einen Brand in der Kombüse beschädigt. Am 2. November 1948 ging die Rangitata wieder an die New Zealand Shipping Company zurück, wurde 1949 mit modernisiert und mit einer neuen Maschinenanlage ausgestattet und kehrte schließlich im selben Jahr in den zivilen Liniendienst zurück.
Anders als ihr Schwesterschiff Rangitiki hatte die Rangitata in ihren letzten Dienstjahren häufiger technische Probleme. Am 1. November 1957 erlitt sie einen Maschinenausfall während einer Reise nach Neuseeland und musste diese abbrechen, um in Falmouth repariert zu werden. Nach einem weiteren Kombüsenbrand am 8. März 1958 folgte am 2. Januar 1960 mitten auf dem Atlantik ein weiterer Maschinenausfall, der jedoch von der Besatzung auf See selbst behoben werden konnte. Am 16. Mai 1962 wurde das Schiff ausgemustert und zum Abbruch nach Rotterdam verkauft. Noch im selben Monat ging es jedoch stattdessen an eine Abwrackwerft im kroatischen Split, wo es am 21. Juli 1962 unter dem verkürzten Überführungsnamen Rang eintraf.